# دهستان رودبار (خمیر)
دهستان رودبار، یکی از دهستان‌های بخش رویدر شهرستان خمیر در استان هرمزگان ایران است. مرکز این دهستان، روستای رودبار است.

## جمعیت
بر پایه سرشماری عمومی نفوس و مسکن در سال ۱۳۹۵، جمعیت دهستان رودبار برابر با ۴٬۰۲۴ نفر بوده‌است.